# ÖFB-Cup 2018-2019
La ÖFB-Cup 2018-2019, ufficialmente UNIQA-ÖFB-Cup per motivi di sponsor, è stata l'84ª edizione della coppa nazionale di calcio austriaca. Il Salisburgo ha conquistato il trofeo per la sesta volta nella sua storia, il sesto negli ultimi otto anni.

## Formula
La competizione vede al via 64 formazioni, così suddivise: le 12 squadre di Bundesliga, 12 di Erste Liga e 40 squadre tra Regionalliga e campionati regionali, fra i quali i 9 vincitori delle coppe regionali della stagione 2017-2018. Le squadre riserva non possono prendere parte alla ÖFB-Cup.
Tutte le 64 squadre entrano in gioco nel primo turno e la competizione si articola su turni ad eliminazione diretta con gare di sola andata. Nel caso di un pareggio, vengono disputati i tempi supplementari e, persistendo il punteggio di parità, si procede alla battuta dei tiri di rigore.
La vincitrice dell'ÖFB-Cup 2018-2019 potrà partecipare all'Europa League 2018-2019, partendo dal terzo turno preliminare. Se la stessa squadra ottenesse anche il titolo di campione o di vicecampione d'Austria e, quindi, il diritto a partecipare alla Champions League, il posto in Europa League sarebbe preso dalla 5ª classificata della Bundesliga.

## Primo turno
| Squadra 1               | Risultato       | Squadra 2            |
| ----------------------- | --------------- | -------------------- |
| 20 luglio 2018          |                 |                      |
| Leobendorf              | 2 – 0           | Neuberg              |
| Reichenau               | 3 – 5           | Kapfenberger         |
| SAK Klagenfurt          | 1 – 0           | Völkermarkter        |
| Grödig                  | 1 – 3 (dts)     | Hartberg             |
| Maria Saal              | 0 – 6           | St. Pölten           |
| Allerheiligen           | 1 – 3           | Mattersburg          |
| Deutschlandsberger SC   | 4 – 2           | Amstetten            |
| Ebreichsdorf            | 1 – 2           | Vorwärts Steyr       |
| Neusiedl/See            | 1 – 0           | Admira Wacker M.     |
| Schwaz                  | 2 – 0           | Dornbirn             |
| Wels                    | 0 – 3           | LASK                 |
| Karabakh Vienna         | 0 – 2           | Wiener Neustadt      |
| Mettersdorf             | 0 – 1           | Horn                 |
| Kufstein                | 0 – 5           | Rapid Vienna         |
| 21 luglio 2018          |                 |                      |
| Dornbirn                | 0 – 6           | Ried                 |
| Anif                    | 0 – 3           | WSG Swarovski Tirol  |
| Union Vöcklamarkt       | 4 – 0           | Alberschwende        |
| ASV Siegendorf          | 0 – 2           | Sturm Graz           |
| Kitzbühel               | 2 – 4 (dts)     | Lafnitz              |
| Hohenems                | 2 – 5           | Floridsdorfer        |
| Stadl-Paura             | 1 – 1 (4-3 dtr) | Blau-Weiß Linz       |
| Scheiblingkirchen-Warth | 0 – 4           | Austria Lustenau     |
| Team Wiener Linien      | 2 – 3           | Wacker Innsbruck     |
| Union Gurten            | 1 – 2           | Wolfsberger          |
| Grazer AK               | 6 – 0           | Mannsdorf            |
| Flyeralarm Traiskirchen | 0 – 2           | Austria Klagenfurt   |
| Lendorf                 | 0 – 2           | ASK-BSC Bruck/Leitha |
| Saalfeldner SK          | 4 – 0           | Strasswalchen        |
| 22 luglio 2018          |                 |                      |
| A XII-Auhof Center      | 0 – 4           | Austria Vienna       |
| Parndorf                | 0 – 3           | Altach               |
| ASKÖ Oedt               | 0 – 6           | Salisburgo           |
| 30 luglio 2018          |                 |                      |
| Stadlau                 | 2 – 1 (dts)     | Gleisdorf 09         |

## Secondo turno
| Squadra 1             | Risultato       | Squadra 2           |
| --------------------- | --------------- | ------------------- |
| 24 settembre 2018     |                 |                     |
| SAK Klagenfurt        | 1 – 5           | Floridsdorfer       |
| 25 settembre 2018     |                 |                     |
| Leobendorf            | 1 – 2           | Altach              |
| ASK-BSC Bruck/Leitha  | 1 – 3           | Austria Lustenau    |
| Wolfsberger           | 4 – 0           | Austria Klagenfurt  |
| Deutschlandsberger SC | 3 – 4 (dts)     | Wiener Neustadt     |
| Hartberg              | 3 – 0           | WSG Swarovski Tirol |
| Union Vöcklamarkt     | 0 – 1           | Ried                |
| Horn                  | 0 – 2           | Lafnitz             |
| Grazer AK             | 0 – 0 (4-2 dtr) | Vorwärts Steyr      |
| 26 settembre 2018     |                 |                     |
| Stadlau               | 0 – 4           | Kapfenberger        |
| Mattersburg           | 1 – 1 (4-5 dtr) | Rapid Vienna        |
| Neusiedl/See          | 1 – 3           | Wacker Innsbruck    |
| Saalfeldner SK        | 0 – 5           | St. Pölten          |
| Stadl-Paura           | 0 – 8           | LASK                |
| Schwaz                | 0 – 6           | Salisburgo          |
| Austria Vienna        | 2 – 0           | Sturm Graz          |

## Ottavi di finale
| Squadra 1        | Risultato | Squadra 2        |
| ---------------- | --------- | ---------------- |
| 30 ottobre 2018  |           |                  |
| Hartberg         | 4 – 3     | Wacker Innsbruck |
| Austria Vienna   | 3 – 1     | Floridsdorfer    |
| 31 ottobre 2018  |           |                  |
| Wolfsberger      | 0 – 3     | Rapid Vienna     |
| Austria Lustenau | 0 – 1     | Salisburgo       |
| Altach           | 0 – 3     | LASK             |
| Lafnitz          | 2 – 3     | St. Pölten       |
| Ried             | 1 – 2     | Wiener Neustadt  |
| 1º novembre 2018 |           |                  |
| Grazer AK        | 3 – 0     | Kapfenberger     |

## Quarti di finale
| Squadra 1        | Risultato | Squadra 2      |
| ---------------- | --------- | -------------- |
| 15 febbraio 2019 |           |                |
| Grazer AK        | 2 – 1     | Austria Vienna |
| 16 febbraio 2019 |           |                |
| LASK             | 6 – 0     | St. Pölten     |
| 17 febbraio 2019 |           |                |
| Wiener Neustadt  | 1 – 2     | Salisburgo     |
| Rapid Vienna     | 5 – 2     | Hartberg       |

## Semifinali
| Squadra 1     | Risultato       | Squadra 2    |
| ------------- | --------------- | ------------ |
| 3 aprile 2019 |                 |              |
| Grazer AK     | 0 – 6           | Salisburgo   |
| LASK          | 1 – 1 (3-4 dtr) | Rapid Vienna |

## Finale
| Arbitro: | Schüttengruber |

|                       |           |  |
| Farkas 37’ Dabbur 39’ | Marcatori |  |